# Iouliana Liakounina
Iouliana Iourievna Liakounina (en russe : Юлиана Юрьевна Лякунина) est une ancienne joueuse de volley-ball russe née le 8 janvier 1979. Elle mesure 1,86 m et jouait au poste de réceptionneuse-attaquante. 

## Clubs
| Club                   | De        | À         |
| ---------------------- | --------- | --------- |
| Iskra Samara           | 1998-1999 | 2000-2001 |
| Balakovo AES           | 2001-2002 | 2005-2006 |
| Samorodok Khabarovsk   | 2006-2007 | 2007-2008 |
| Leningradka            | 2008-2009 | 2008-2009 |
| VK Prostějov           | 2009-2009 | 2009-2009 |
| Severstal Tcherepovets | 2009-2010 | 2009-2010 |
| Samorodok Khabarovsk   | 2010-2011 | 2011-2012 |
| Primorotchka           | 2012-2013 | 2012-2013 |

## Palmarès
- Coupe de Russie
  - Vainqueur : 2000.